# Rutkowskie Duże
Rutkowskie Duże [rutˈkɔfskʲɛ ˈduʐɛ] est un village polonais de la gmina de Jaświły dans le powiat de Mońki et dans la voïvodie de Podlachie. Il se situe à environ 13 kilomètres au nord-est de Mońki et à 44 kilomètres au nord de Białystok.